# Stegotheca
Stegotheca là một chi bướm đêm thuộc họ Geometridae.